# Limnophila recedens
Limnophila recedens är en tvåvingeart som beskrevs av Alexander 1931. Limnophila recedens ingår i släktet Limnophila och familjen småharkrankar. Inga underarter finns listade i Catalogue of Life.